# 390-talet f.Kr.

## Händelser
- 15 februari 399 f.Kr. – Sokrates döms till döden.
- 395 f.Kr. – Det korintiska kriget utbryter.

## Födda
- 397 f.Kr. – Antipatros, makedonisk fältherre.

## Avlidna
- 399 f.Kr.
  - Sokrates, grekisk filosof.
  - Amyrtaios, egyptisk farao.
  - Archelaios I, kung av Makedonien.
- 395 f.Kr. - Lysander, spartansk general och amiral.
- 393 f.Kr. - Neferites I, egyptisk farao.
- 392 f.Kr. - Konon, atensk amiral.